# Středočeská kolej krále Jiřího z Poděbrad
Kolej Jiřího z Poděbrad, později Středočeská kolej Jiřího z Poděbrad (zkratka SKIP) s podtitulem Státní reálné gymnázium se základním a technickým zaměřením a chlapeckým internátem byla střední škola fungující v Poděbradech v letech 1946–1953. Na škole studovala řada pozdějších známých českých či regionálních osobností (např. Václav Havel, Miloš Forman, Ivan Passer, Mario Klemens, Josef a Ctirad Mašínové).

## Historie
Idea založení internátní střední školy vznikla v letech 1943-1944 v terezínské Malé pevnosti, kde byli na cele č. 13 vězněni poděbradští lékaři Ladislav Filip, Vojtěch Sailer a ředitel gymnázia v Humpolci František Jahoda. Všichni tři měli děti ve školním věku a přemýšleli nad tím, jak jim po válce zajistit skutečně kvalitní vzdělání. Shodli se, že škola má být internátní, aby předávala nejen znalosti, ale intenzivně působila také výchovně, zušlechťovala charakter a zároveň pěstovala sportovního ducha a manuální zručnost.
Situace příhodná pro založení školy nastala brzy po válce, neboť Ladislav Filip se stal předsedou poděbradského Revolučního národního výboru (RNV), následně také Místního národního výboru (MNV) a rozhodl se založení školy iniciovat. Kolej Jiřího z Poděbrad byla oficiálně zřízena usnesením vlády ze dne 26. července 1946 a výnosem ministerstva školství a osvěty ze dne 29. srpna 1946. Provoz slavnostně zahájila při oslavě Jiříkových dnů ve dnech 28.-29. září 1946. Přítomen byl ministr školství Jaroslav Stránský, který škole předal ústavní prapor věnovaný MNV. Zatímco město Poděbrady hradilo hmotné náklady na provoz školy (nájem a další náklady) a dokonce se zavázalo v budoucnu financovat stavbu nové budovy, stát platil náklady na personál.
Prvním ředitelem byl jmenován František Jahoda, který řídil sbor 24 pedagogů, z nichž čtyři bydleli s žáky na zámku jako vychovatelé. Do prvního ročníku (1946/1947) bylo přijato 218 dětí (158 chlapců a 60 dívek), z toho 64 internátně. Do školy měli být přednostně přijímáni sirotci po účastnících odboje (např. Miloš Forman a bratři Mašínové), děti z perzekvovaných rodin a děti vyslané závodními radami velkých podniků. Ostatní skládali přijímací zkoušky. Město zároveň svou podporu vázalo na podmínku, že budou přijímáni také místní chlapci a  dívky.
Škola sídlící na poděbradském zámku měla velmi kvalitní zázemí. Měla vlastní knihovnu s čítárnou, kapli, tiskárnu, dílny, nebo vlastní statek a dvůr s drobným zvířectvem. Kromě samotného studia byla součástí vzdělávacího procesu i pestrá manuální činnost (kromě dílen a statku např. vynášení dříví a udržování ohně v budově). Žáci se věnovali rovněž bohaté sportovní a kulturní činnosti. Výuku začínali rozcvičkou a Dr. Filip jim pro lyžařský výcvik poskytoval svou chalupu v Horní Malé Úpě. Dále se věnovali skautingu a řadě zájmových kroužků, včetně divadla, pěveckého sboru a žákovského orchestru. Měli též vlastní samosprávu. Kvalitní byla lékařská péče včetně jídelníčků, které pro žáky sestavoval Dr. Filip.
První dva roky existence školy se jí dařilo udržovat vysoký vzdělávací standard. Zlom přinesl komunistický převrat v únoru 1948. Na škole se čím dál více prosazovali komunisté a svazáci a jejich děti se přednostně stávaly tamními studenty. Školu naopak muselo opustit několik pedagogů a začalo postupné vylučování žáků z politických důvodů (s dalšími odešly jejich rodiny do exilu). Samotný ředitel František Jahoda byl v roce 1951 propuštěn a odeslán jako horník do kladenských dolů. Vystřídal jej komunista Václav Tuček. Škola se postupně změnila v běžné reálné gymnázium. Definitivní zánik školy přinesla školská reforma Zdeňka Nejedlého, v rámci níž vznikl systém tzv. jednotných škol.